# Cote n.º 271
Cote n.º 271 es un municipio rural canadiense situado en la provincia de Saskatchewan.

## Superficie
Cote n.º 271 tiene una superficie de 871,02 km².

## Demografía
En 2021, tenía 616 habitantes, una densidad poblacional de 0,7 hab./km², y 493 viviendas.